# ローザンヌ州立美術学校
ローザンヌ州立美術学校（École cantonale d'art de Lausanne, ECAL）は、スイス・ヴォー州ルナンにある美術・デザイン分野の高等教育機関である。ルナンはローザンヌ近郊にある。

## 沿革
1821年の設立当初は州立画学校だったが、後に美術と応用美術を教えるようになり、ローザンヌ州立美術学校へと改名した。西スイス高等学校グループの一角をなしている。
もともとルナンの工場だった建物を建築家のBernard Tschumiが改築したものが現在の校地になっており、それまでに三度の校地移転を経ている。建築・デザインを扱う大手サイトのDezeenは、独自のランキングにおけるSchools Hot ListカテゴリにおいてECALを世界ベスト5校にランクした。

## 組織・教育体制
アレクシス・ゲオルガコポウロス学長に指揮される同校は、現在1年の基礎課程、6つの学士課程、5つの修士課程、1つの先端研究修士課程を有している。学科は次の通り。視覚芸術、映像、グラフィックデザイン、インダストリアルデザイン、写真、メディア・インタラクションデザイン、タイプデザイン。

### 学士課程
- 視覚芸術
- インダストリアルデザイン
- グラフィックデザイン
- メディア・インタラクションデザイン
- 写真
- 映像

### 修士課程
- 視覚芸術
- 写真
- プロダクトデザイン
- 映像
- タイプデザイン
- 高級品・工芸デザイン先端研究修士課程（1年制）

## 他の学校への授業提供
ECALはグラフィック・インタラクティブデザインとインダストリアルデザインのSHSコースをスイス連邦工科大学ローザンヌ校に提供している。

## 関係者・卒業生
同校のヨーロッパ圏内、そして世界における名声は、卒業生たちの著名な活動によって裏付けられている。卒業生には次の人物がいる。
BIG-GAME , Jean-Stéphane Bron , Maxime Büchi, Valentin Carron , Michel Charlot, Philippe Decrauzat , Erwan Frotin , Cyprien Gaillard , Gavillet & Rust, Blaise Harrison, David Hominal, Philippe Jarrigeon, Jürg Lehni, Nicolas Le Moigne, Namsa Leuba, Frédéric Mermoud , Adrien Missika, Adrien Rovero, Joel Tettamanti）。
さらに、各種メディアや一般向け雑誌にも頻繁に取り上げられるほか、次に挙げるような誉れ高き会場で数多くの展示を行ってきている。スイス文化センター（パリ）、ポンピドー・センター（パリ）、クーパーユニオン（ニューヨーク）、デザイン・デイズ・ドバイ、ブリュッセル・デザイン・セプテンバー、ドクメンタ（カッセル）、ドローグ・デザイン・ホテル（アムステルダム）、 国際ファッション・写真祭（イエール）、ギャラリー・リビー・セラーズ（ロンドン）、ヨーロッパ写真館（パリ）、エリゼ写真美術館（ローザンヌ）、ナショナル・インスティチュート・オブ・デザイン（アーメダバード）、ミラノサローネ（ミラノ）、スイスネックス（バンガロール、ボストン、リオデジャネイロ、サンフランシスコ、上海、シンガポール）、ヴィクトリア＆アルバート博物館（ロンドン）、ヴィトラ・デザイン・ミュージアム（ヴァイル・アム・ライン）。
ECALは近年、世界中の名門美術大学や企業との協働にも力を入れている。これまでのパートナーには、次のような多彩な名前が並ぶ。
Alessi, Audemars Piguet, Azzedine Alaïa, Baccarat, BCV, Bernardaud, BMW Group, Camper, Cassina, Center Pompidou Paris, Christofle, e15, Gallery Galleries Lafayette, Galleria Carla Sozzani, Hatje Cantz Hansgrohe Axor Hermes Hublot Mover Sportswear Luceplan Nestlé, Nespresso, Punkt., Remy Martin, Scott, SIGG, Swiss International Air Lines, Swissnex, USM, Vacheron Constantin, Vitra, Wallpaper * or Woolmark。

## ECALの教員リスト（一部）
- Grégoire Alexandre
- Tomas Alonso
- John M. Armleder
- Olivier Assayas
- Lionel Baier
- Ludovic Balland
- Alain Bellet
- Kai Bernau
- BIG-GAME
- Jörg Boner
- Mirko Borsche
- Ronan et Erwan Bouroullec
- Valentin Carron
- Michel Charlot
- Pierre Charpin
- Angelo Cirimele
- Stéphane Dafflon
- Philippe Decrauzat
- Pauline Deltour
- Willem De Rooij (nl)
- Sonya Dyakova
- Sylvie Fleury
- Roland Früh
- Hyppolyte Girardot
- Andreas Gysin
- Thomas Hirschhorn
- Michel Houellebecq
- Pieter Hugo (en)
- Gael Hugo
- Ina Jang
- Hans-Oiseau Kalkmann (de)
- Joachim Lafosse
- Pe Lang
- Jürg Lehni
- Sébastien Lifshitz
- Noémie Lvovsky
- Christophe Marchand
- Ari Marcopoulos (en)
- Mathieu Mercier
- Frédéric Mermoud
- Stéphanie Moisdon (en)
- Luca Nichetto
- NORM
- OK-RM
- Ursula Meier
- Jonathan Olivares
- Radim Pesko
- François Rappo (de)
- Patrick Remy
- Gerwald Rockenschaub (de)
- Adrien Rovero
- Paolo Roversi
- Joachim Schmid (en)
- Céline Sciamma
- Inga Sempé
- Gehrard Steidl (en)
- Yuri Suzuki
- Alexander Taylor
- Mika Tajima
- John Tremblay (en)
- Eric Troncy
- Sylvain Willenz
- Bethan Laura Wood
- Roel Wouters
- Thilo Alex Brunner